# Przymiarki (Krasew)
Przymiarki – część wsi Krasew w Polsce położona w województwie lubelskim, w powiecie radzyńskim, w gminie Borki.
W latach 1975–1998 Przymiarki administracyjnie należały do ówczesnego województwa lubelskiego.